# Auquemesnil
Auquemesnil foi uma comuna francesa na região administrativa da Normandia, no departamento de Sena Marítimo. Estendia-se por uma área de 6,29 km². Em 2010 a comuna tinha 285 habitantes (densidade: 45,3 hab./km²).
Em 1 de janeiro de 2019, passou a formar parte da nova comuna de Petit-Caux.